# Victor Botchantsev
Victor Petrovitch Botchantsev (en russe: Виктор Петрович Бочанцев; en allemand: Wiktor Petrowitsch Botschanzew; en transcription universitaire: Victor Petrovič Botschantzev), né le 20 octobre 1910 et mort le 30 août 1990 à Léningrad, est un botaniste soviétique qui s'est surtout intéressé au Brassicaceae et aux Chenopodiaceae, ainsi qu'à la végétation des régions arides d'Asie centrale. Sa carrière scientifique s'est principalement déroulée à l'institut de botanique Komarov de Léningrad. Il a étudié et identifié 571 nouvelles espèces de plantes. Victor Botchantsev était le frère cadet de la botaniste Zinaïda Botchantseva.

## Publications
- (fr) L. E. Rodin, B. Vinogradov. Y. Mirochnenko. M. Pelt, H. Kalenov & V. Botschantzev, Étude géobotanique des pâturages du secteur ouest du département de Médéa (Algérie), éd Naouka, 124 pages, 1970
- Il a publié de nombreux articles pour des ouvrages encyclopédiques, tels que la collection de La Flore d'URSS pour laquelle il a rédigé des articles dans les recueils suivants La Flore de la RSS du Tadjikistan; La Flore d'Ouzbékistan; La Flore de Corée; La Flore du Qinghai, etc.
- Botchantsev a publié également dans des périodiques scientifiques, comme Botanitcheski journal (La Revue de botanique) Moscou et Léningrad; Novosti sistematiki vysshikh rastenii (Les nouvelles de la systématique des plantes supérieures) Moscou et Léningrad; Botanitcheskie Materialy Gerbaria Botanitcheskovo Instituti Imeni V. L. Komarova Akademii Naouk S S S R. (Matériaux botaniques de l'herbier de l'institut de botanique Komarov de l'académie des sciences d'URSS).

Modifier le code
- (ru) (avec Alexeï Vvedenski), Des nouvelles espèces de plantes // in Matériaux botaniques de l'herbier de l'institut botanique de la filiale d'Ouzbékistan de l'académie des sciences d'URSS, Tachkent, 1941, 3e édition, p. 3–20
- (ru) (avec Alexeï Vvedenski) La Famille des Cruciferae  //in: La Flore d'Ouzbékistan, Tachkent, 1955, tome 3, p. 65–221
- (ru) Notes de nomenclature // Bot. Mat (Moscou-Léningrad), 1961, tome 1, p. 10–14
- (ru) Étude du genre Goldbachia DC // in: Bot. Mat. (Moscou-Léningrad), 1963, tome 22, pp. 135sq
- (ru) En Algérie du Nord // in: Bot.journ., 1966, tome 51, pp. 907sq
- (ru) Le Genre Salsola , Léningrad, 1969
- (ru) Nouveaux Cruciferae de Mongolie // Bot. jour., 1975, tome 60, no 7, p. 947–948
- (ru) Le Genre Stroganowia  // Novosti sist. vyss. rast. (Léningrad), 1984, tome 21, p. 72–81

## Hommages
Un genre et plusieurs espèces ont été nommés en son honneur, parmi lesquelles:
Genre
- Botschantzevia Nabiev 1972

Espèces
- Perovskia botschantzevii Kovalevsk. & Kochk. 1986
- Stubendorffia botschantzevii Vinogradova 1974
- Lagochilus botschantzevii Kamelin & Zuckerw. 1983
- Eversmannia botschantzevii S.A.Sarkisova 1981
- Achnatherum botschantzevii Tzvelev 1974